# Villisca
Villisca è una città degli Stati Uniti d'America, situata nello Stato dell'Iowa, nella contea di Montgomery.
È nota in particolare per la strage di Villisca, in inglese nota come Villisca axe murders, avvenuta nel 1912.